# Турриако
Турриако (итал. Turriaco) — коммуна в Италии, располагается в регионе Фриули-Венеция-Джулия, в провинции Гориция.
Население составляет 2652 человека (2008 г.), плотность населения составляет 487 чел./км². Занимает площадь 5 км². Почтовый индекс — 34070. Телефонный код — 0481.
Покровителем населённого пункта считается святой Рох.

## Демография
Динамика населения:

## Администрация коммуны
- Официальный сайт: http://www.comune.turriaco.go.it/